# Алменара (Минас-Жерайс)
Алменара (порт. Almenara) — муниципалитет в Бразилии, входит в штат Минас-Жерайс. Составная часть мезорегиона Жекитиньонья. Входит в экономико-статистический микрорегион Алменара. Население составляет 36 446 человек на 2005 год. Занимает площадь 2300,797 км². Плотность населения — 15,8 чел./км².
Праздник города — 13 января.

## История
Город основан 13 января 1938 года.

## Статистика
- Валовой внутренний продукт на 2003 год составляет 109 384 154,00 реалов (данные: Бразильский институт географии и статистики).
- Валовой внутренний продукт на душу населения на 2003 год составляет 3033,14 реалов (данные: Бразильский институт географии и статистики).
- Индекс развития человеческого потенциала на 2000 год составляет 0,668 (данные: Программа развития ООН).